# محمود مشروطه
محمود مشروطه (زاده ۱۰ اسفند ۱۲۹۸ یزد – درگذشته ۱۲ دی ۱۳۸۳ یزد) بازیگر سینما و تلویزیون ایران بود.
درباره زندگی و آثار او کتابی به نام "میراث‌بان" به قلم حسین مسرت به چاپ رسیده است. این کتاب به همت فعالان فرهنگی یزد، در هجدهم اسفند ۱۴۰۲ در خانه تاریخی مشروطه رونمایی شد.

## نقش‌آفرینی
وی پس از پیروزی انقلاب ایران در چندین تئاتر و بیش از شصت فیلم به ایفای نقش پرداخت؛ و در سومین جشنواره سینما حقیقت ، مراسم تقدیر و نکوداشتی را برای او برگزار نمودند. همچنین دو فیلم کوتاه با عنوان «میراث کهن» و «پیر فرزانه» در مورد زندگی ایشان است. وی در ساعت هشت صبح شنبه ۱۲ دی ۱۳۸۳ درگذشت و پیکرش را در قطعه مفاخر یزد به خاک سپردند.

## فیلم‌شناسی
- روز واقعه
- سربلند (فیلم ۱۳۷۳)
- آخرین خون
- خمره (۱۳۷۰)
- جستجوگر (فیلم)
- باو (فیلم)
- مار (فیلم)
- عیاران و طراران
- سفیر (فیلم ۱۳۶۱)
- نقش عشق